# Phaulomyces ptilii
Phaulomyces ptilii är en svampart som beskrevs av T. Majewski 1999. Phaulomyces ptilii ingår i släktet Phaulomyces och familjen Laboulbeniaceae.   Inga underarter finns listade i Catalogue of Life.